# ムルズク県
ムルズク県（ムルズクけん、アラビア語: مرزق Murzuq）は、リビア南部の県。県都はムルズクである。

## 隣接県
南東でチャドのティベスティ州と、南西でニジェールのアガデス州と隣接する。トゥムにニジェールとの国境検問所が置かれている。国内では西でガート県と、北西でワジ・アル・ハヤー県およびサブハー県と、北でジュフラ県と、東でクフラ県とそれぞれ隣接する。ジュフラ県との県境は、2007年の行政区画再編で変更が加えられた。

## 過去の行政区画

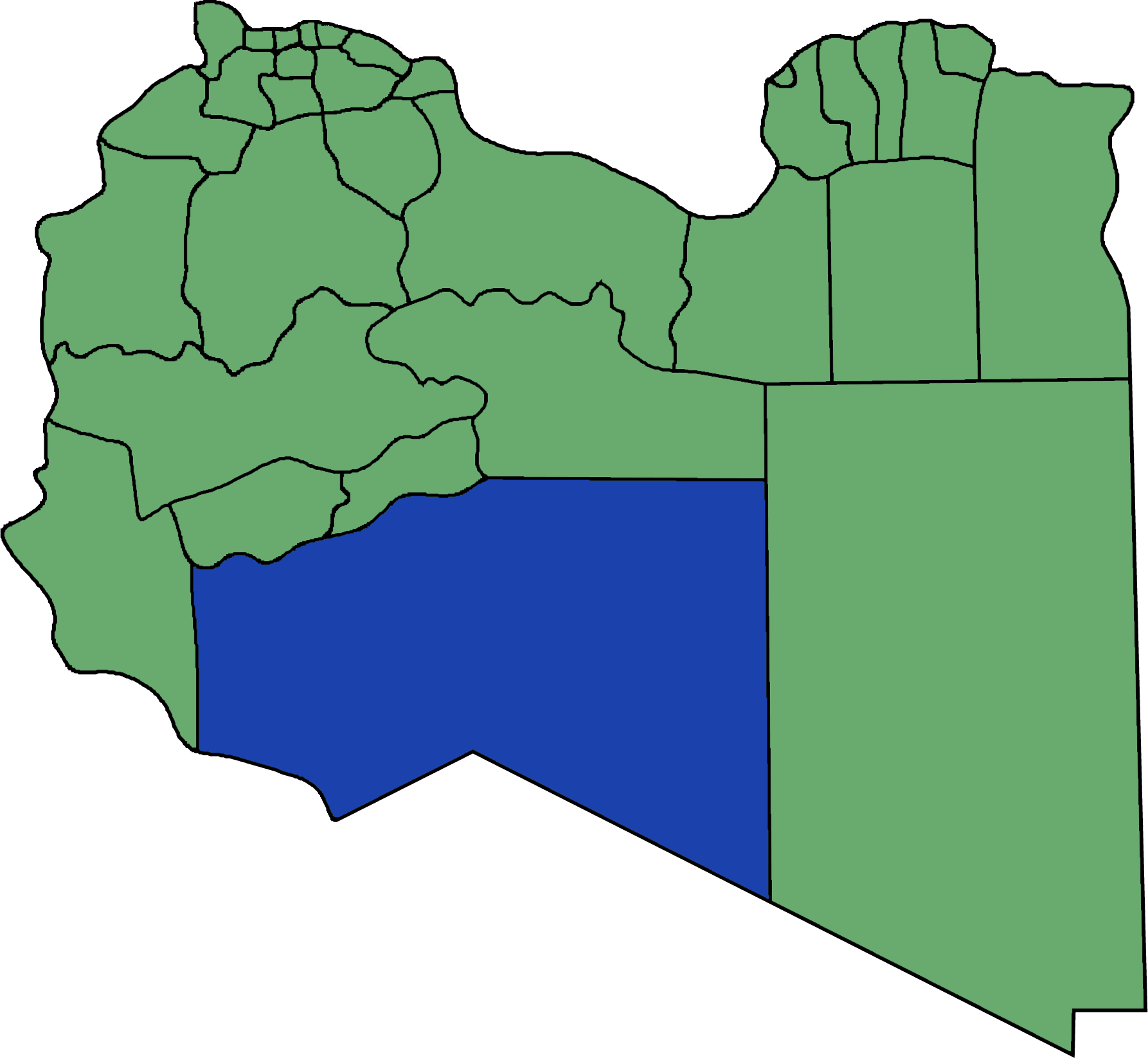
2007年以前のムルズク県の領域